# Mine de North Antelope Rochelle
 (mars 2025).
La mine de North Antelope Rochelle est une mine à ciel ouvert de charbon, située au Wyoming.
Réserve de 1,7 milliard de tonnes estimé.

## Production
En 2008, sa production était de 88,45 millions de tonnes, et 98,94 millions de tonnes en 2010. Elle était la plus grande mine productrice de charbon des États-Unis en 2007, en 2010, elle est passée deuxième après la mine de Black Thunder.
En 2010, 105,8 millions de tonnes.
En 2011, 109,0 millions de tonnes.
En 2012, 107,7 millions de tonnes.
En 2018, sa production était de 109,3 millions de tonnes.